# Stuart Hooper (cầu thủ bóng đá)
Stuart Hooper (sinh ngày 16 tháng 6 năm 1970 ở Lytham St Annes, Lancashire) là một cựu cầu thủ bóng đá người Anh thi đấu ở Football League ở vị trí tiền đạo.